# 광활면
광활면(廣活面)은 전북특별자치도 김제시의 서부에 있는 면이다. 면 전역이 간척사업으로 생겼으므로 흔히 산이 하나도 없는 행정 구역으로 알려져 있다. 광활면 육지와 분리되어 광활면 창제리에 민가섬이라는 섬이 소재한다.

## 역사
1920년 일제의 산미증식 계획에 의해 광활방조제가 축조되어 육지가 되었다. 1949년 진봉면에서 분면하였다.

## 특산물
- 광활감자 : 광활감자는 간척지 토양에서 재배되며 대한민국의 봄감자 생산량 중 20% 비중을 차지한다.

## 행정 구역
- 은파리
- 옥포리
- 창제리

## 문화재
- 충혼불멸비